# Аполлон-13
«Аполлон-13» — американський пілотований космічний корабель. Єдиний із серії космічних кораблів «Аполлон», на якому сталася аварія під час польоту до Місяця, унаслідок чого висадження на супутник Землі не відбулося.
Метою польоту «Аполлона-13», як і двох попередніх кораблів серії «Аполлон» — «Аполлон-11» і «Аполлон-12», було висадження людей на поверхню Місяця і проведення наукових досліджень. Реальними ж результатами стали відомості щодо адаптаційних можливостей кораблів серії «Аполлон» і вдосконалення дій екіпажу та наземного персоналу за нештатної ситуації.
Загальна тривалість польоту корабля — 5 діб 22 години 54 хвилини 41 секунда. Усі троє членів екіпажу успішно повернулися на Землю.

## Екіпаж

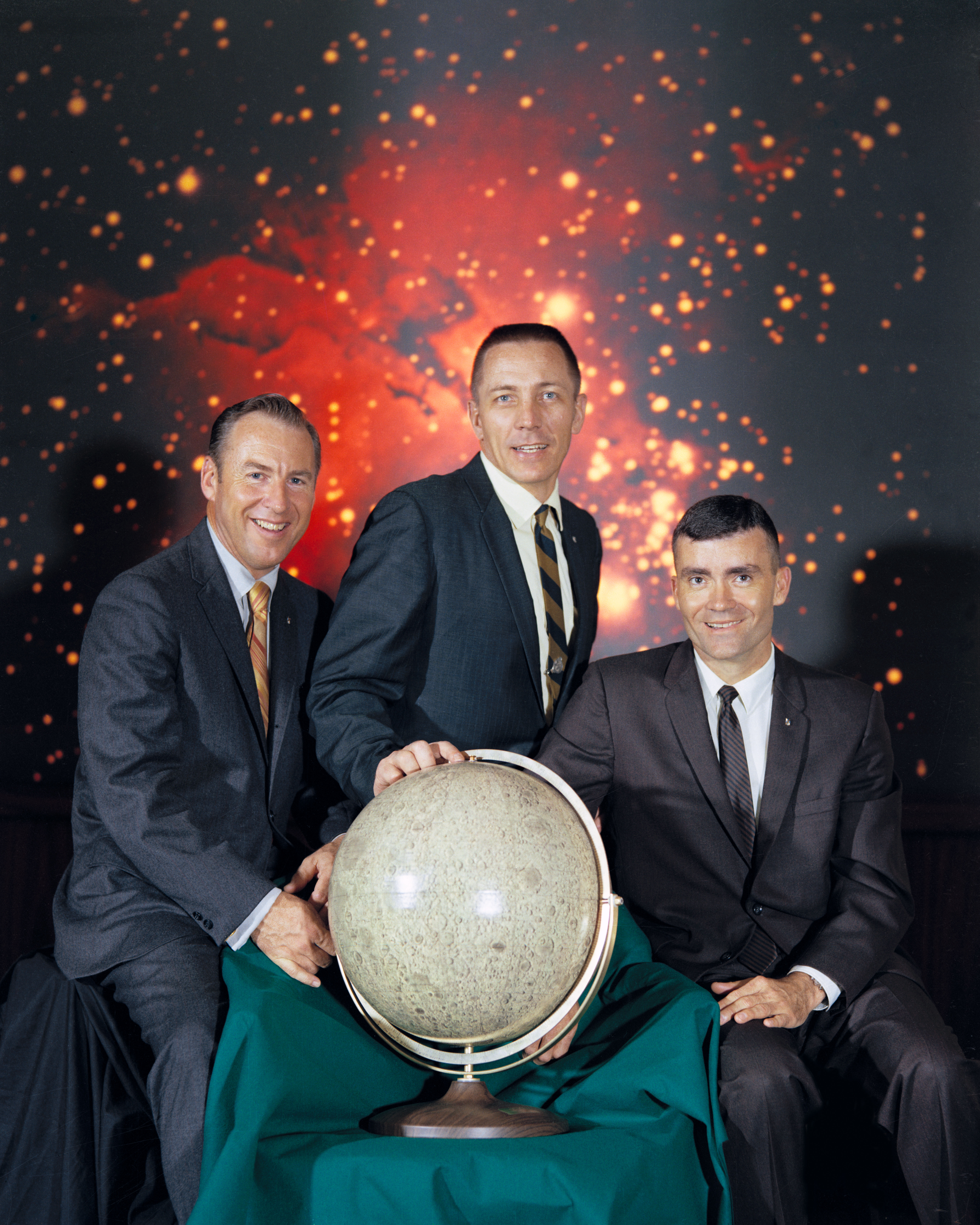
Екіпаж «Аполлона-13», зліва направо: Джеймс Ловелл, Джон Свайгерт, Фред Хейз.

- Командир — Ловелл Джеймс Артур молодший (англ. Lovell James Arthur, Jr.)
- Пілот командного модуля — Свайгерт Джон Леонард молодший (англ. Swigert John Leonard, Jr.)
- Пілот місячного модуля — Хейз Фред Уоллес молодший[en] (англ. Haise Fred Wallace, Jr.)

Позивний екіпажу — Водолій.

### Дублерний екіпаж
- Командир — Джон Янг
- Пілот командного модуля — Кен Маттінглі
- Пілот місячного модуля — Чарльз Дюк

### Запасний екіпаж
- Командир — Джек Лусма
- Пілот командного модуля — Венс Діво Бранд
- Пілот місячного модуля — Вільям Рід Поуг

## Опис
Апарат складався з триступеневої ракети-носія «Сатурн V» (номер AS-508, ступені S-IC, S-II і S-IVB), відсіку приладів, Місячного модуля (LM-7), корабля «Аполлон» (модифікація Block II № 109) у складі Командного і службового модулів, системи аварійного порятунку на старті.

## Політ

### Старт
Старт корабля успішно відбувся 11 квітня 1970 року о 19:13 за Гринвічем з космодрому на мисі Канаверал. За стартом корабля з космодрому і навколишньої місцевості спостерігали понад 100 тис. осіб.

### Перші дві доби польоту
Перші двоє діб польоту «Аполлона-13» минули без особливих подій.

### Аварія

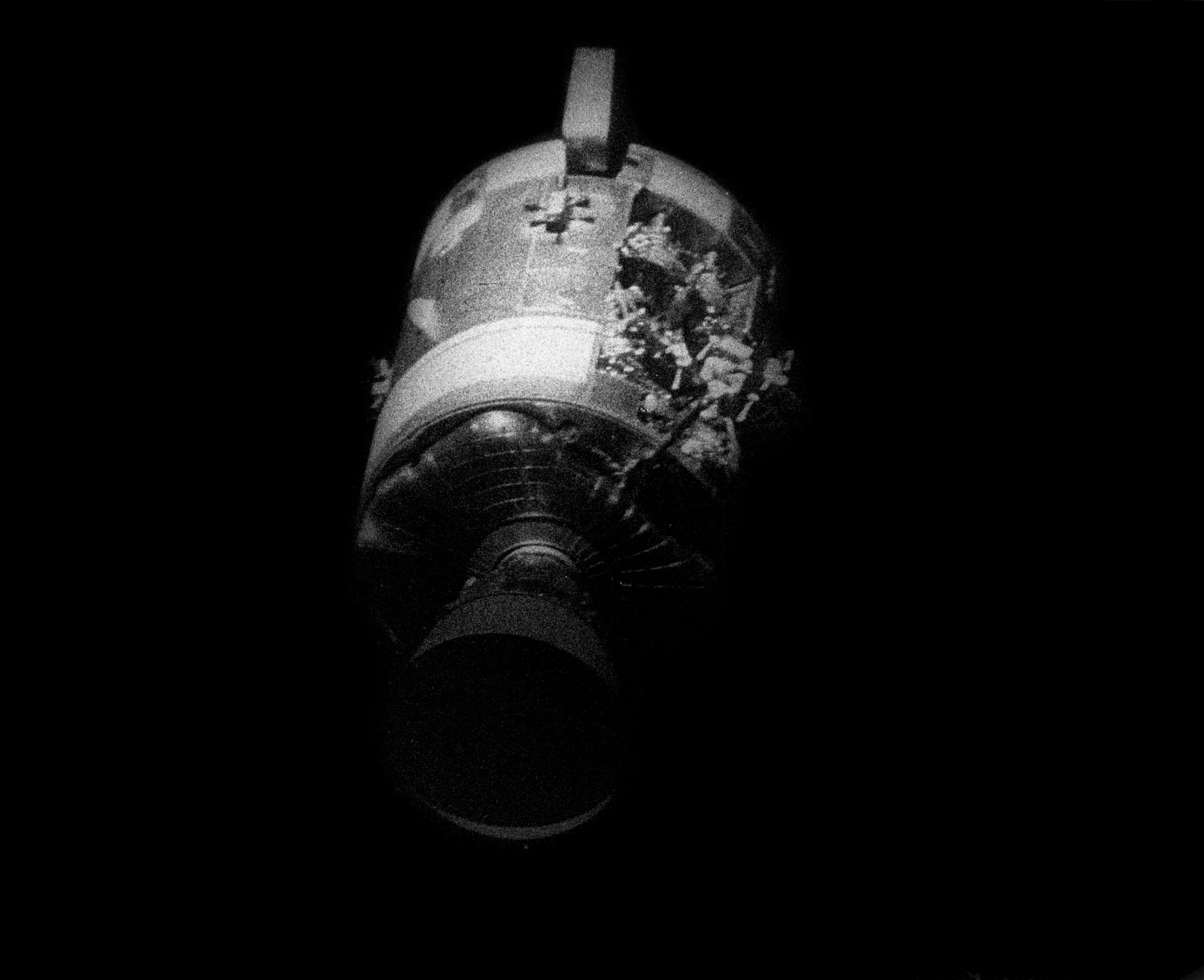
Пошкоджений службовий модуль «Аполлона 13», сфотографований з командного модуля після аварійного від'єднання

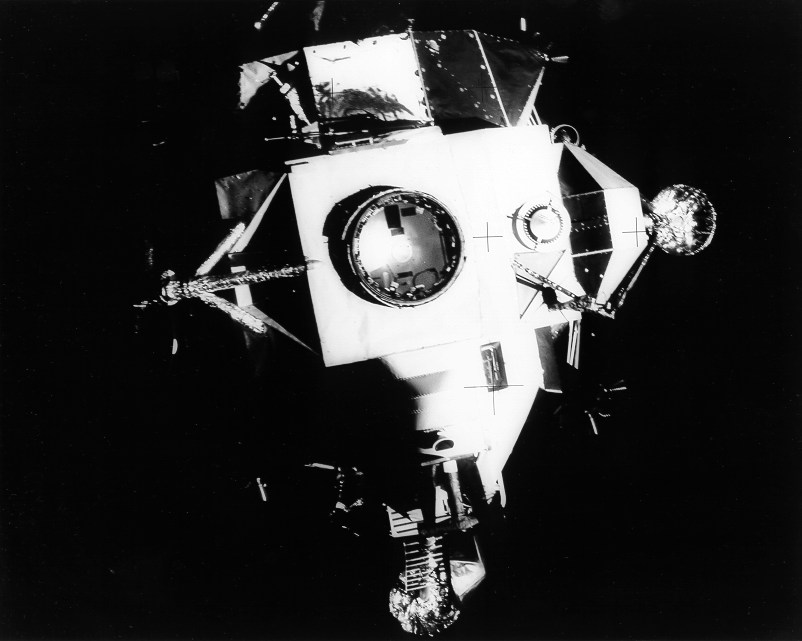
Місячний модуль «Акваріус», який виконував функцію рятувальної шлюпки, від'єднаний від командного модуля при наближенні до Землі

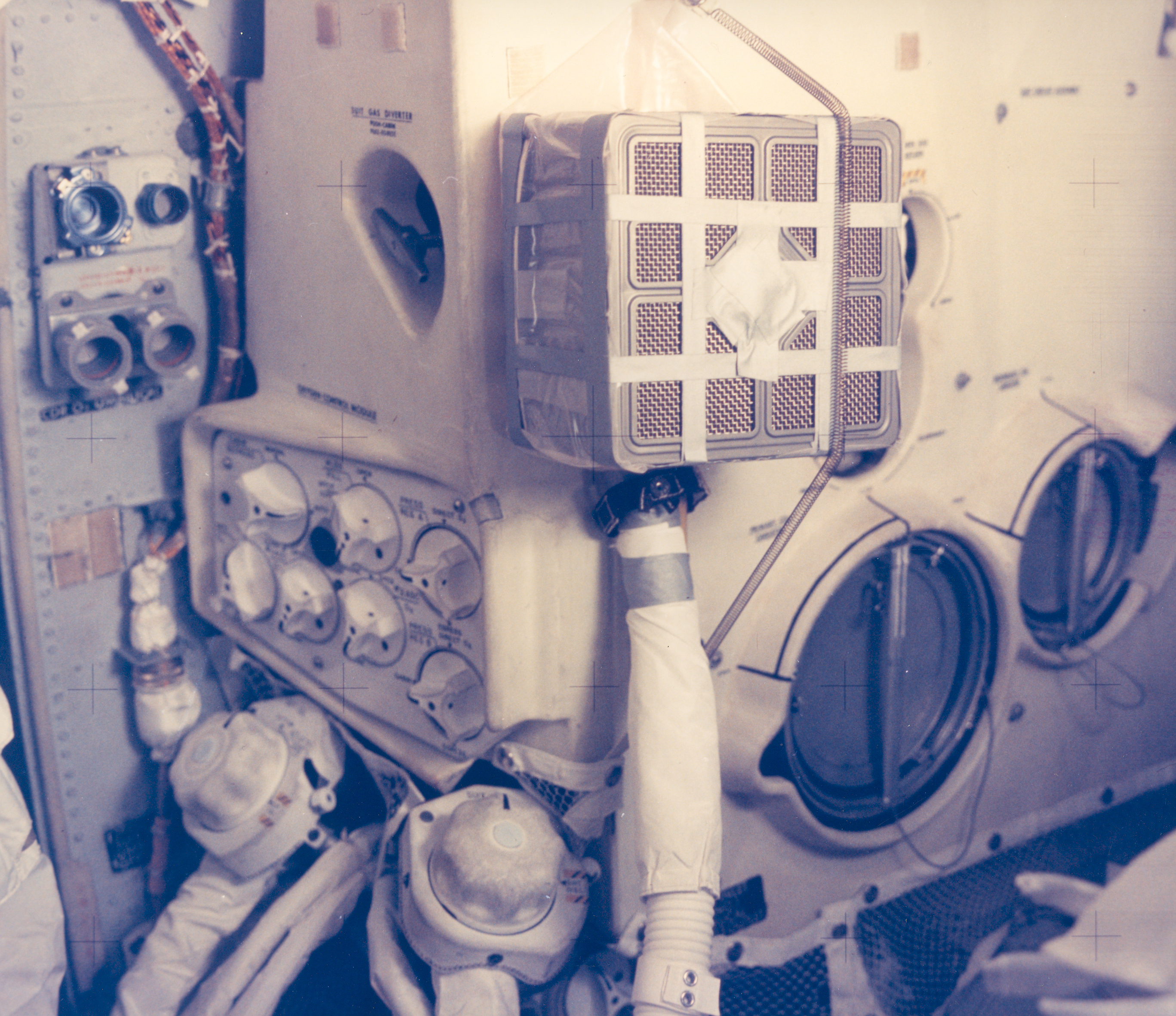
Інтер'єр місячного модуля — «поштова скринька» з каністрами з гідроксидом літію (розроблені для зменшення накопичування вуглекислого газу), призначеними для системи життєзабезпечення командного модуля. Зміна була необхідною, бо каністри місячного модуля були замалі для зменшення концентрації вуглекислого газу, виробленого трьома особами

На третю добу польоту, 14 квітня 1970 року о 3:07:53, коли корабель пролетів 330 тис. км, відбувся вибух кисневого балона і вихід з ладу двох з трьох батарей паливних елементів, які забезпечували електрику у відсіку екіпажу командного модуля («Одісей»). Джеймс Ловелл рапортував у Х'юстон про подію і відмітив, що з відсіку двигуна витікає газ, імовірно кисень, і створює імпульс, який відхиляє апарат. Внаслідок аварії висадження на Місяць стало неможливим, а життя самого екіпажу опинилося під загрозою.
У Центрі керування польотом було створено штаб з керівництва рятувальною операцією. «Аполлон-13» продовжував політ до Місяця вільною орбітою, бо тільки після обльоту Місяця міг лягти на зворотний курс — до Землі. Також було встановлено, що не можна вмикати головний маршовий двигун — він міг бути пошкодженим і міг вибухнути при спробі запуску. Ракетний двигун місячного корабля не був спроектований для тривалої роботи, для зупинки, розвороту та розгону корабля. Після аварії командний модуль екіпажу корабля «Аполлон-13» було відключено для економії енергії, необхідної при посадці на Землю. Було вирішено використати ресурси місячного корабля («Водолій» — посадковий і злітний ступені) — за розрахунками, при економії ресурсів їх повинно було вистачити для повернення на Землю.

### Перше коригування траєкторії
14 квітня о 8:42:43 двигун посадкового ступеня місячного модуля було увімкнуто на 34 секунди для першої корекції траєкторії. Однак цієї корекції виявилося недостатньо. Розрахунки показали, що апарат вийде на траєкторію, яка закінчиться посадкою в Індійському океані поблизу Мадагаскару, де у США не було пошуково-рятувальних засобів (5 кораблів і 47 літаків, зосереджених у Тихому океані та в північній частині Атлантики). Політ за такою траєкторією був неоптимальним, бо тривав довше і ресурсів місячного модуля могло не вистачити.

### Друге коригування траєкторії
Центр керування польотом 15 квітня о 2:40:31 за Гринвічем подав команду на увімкнення двигуна на 4 хвилини 23 секунди. Коригування було успішним, але уточнені розрахунки показали, що корабель пройде повз Землю на відстані приблизно 165 км і вийде на нову орбіту з апогеєм кількасот тис. км, політ якою був би дуже тривалим і астронавти могли загинути від нестачі ресурсів. Необхідною була ще одна корекція траєкторії корабля.

### Кризи систем життєзабезпечення
- О 5:30 вміст вуглекислого газу в атмосфері місячної кабіни підвищився до небезпечної для екіпажу межі. Патрони поглинання вуглекислого газу не були розраховані на таку тривалу роботу. Було вирішено підключити інші поглиначі — розташовані у відсіку екіпажу командного модуля. Але вентилятор, направлений на ці поглиначі, включити не було можливості внаслідок малих запасів енергії. Центр прораховував інші варіанти, експериментував. Нарешті вихід знайшли. Астронавти від'єднали від своїх скафандрів два шланги. Один з них провели від вентиляторів у місячній кабіні до виходу поглинача у відсіку екіпажу, а другий — від виходу поглинача у місячний відсік. Кріплення — клейка стрічка. Це дало позитивний ефект — вміст вуглекислого газу швидко зменшився і досяг прийнятного рівня.
- О 23:10 перегрілася одна з хімічних батарей. На Землі змоделювали ситуацію — тривога виявилася помилковою — батарея працювала нормально, з ладу вийшов термодавач.
- Газ, який витікав з відсіку двигуна, закручував корабель і ускладнював наведення на Землю антени. Зв'язок з кораблем різко погіршився. За командою керівництва НАСА увімкнули американський радіотелескоп, розташований в Парксі (Австралія).
- 16 квітня, незадовго до третьої корекції траєкторії, підвищився тиск у одному з балонів з гелієм, спрацював запобіжний клапан, і газ, що витікав, став закручувати корабель з досить великою швидкістю. Це обертання ускладнювало корекцію траєкторії.
- Нестача енергії на борту призвела до порушень теплового режиму. Позаяк обігрівачі вмикати не було можливості через брак енергії, температура в кабіні почала знижуватися і досягла 11 °C. Екіпаж почав мерзнути. Астронавтам здавалося, що в кабіні ще холодніше, ніж 11 °C — вони передали на Землю, що температура на кораблі всього 2—4 °С.

### Третє коригування траєкторії
16 квітня о 04:31:28 двигун місячного модуля увімкнули на 14 секунд — відбулася третя корекція траєкторії. Вимірювання показали, що кут входу апарата в атмосферу Землі не оптимальний, хоча й припустимий. Необхідна була ще одна, четверта корекція. Центр керування польотом вирішив скористатися двигуном системи орієнтації місячного модуля, з допомогою якого можна було трохи змінювати кут входу корабля в атмосферу.

### Четверте коригування траєкторії
Четверта корекція успішно відбулася 17 квітня о 12:52:51. Двигуни орієнтації працювали 22 секунди.
За цей час на Землі інженери розробили спосіб одержання джерела енергії для запуску в дію бортового комп'ютера і всіх систем спускного модуля корабля (або командного відсіку). Для цього використали як джерело електроенергії ступені місячного корабля. Перед спуском місячний модуль відстикували.

### Відстикування відсіку двигуна (сервісний модуль)
Ця звичайна у штатних умовах операція ускладнилася після аварії.
По-перше, було побоювання, що могли бути пошкоджені піротехнічні пристрої, які слугували для розриву зв'язків між відсіком двигуна і відсіком екіпажа.
По-друге, відсік двигуна після його відокремлення відводився з допомогою допоміжних двигунів, якими тепер не можна було скористатися.
По-третє, звільнений від відсіку двигуна корабель становив нерозраховану зв'язку відсіку екіпажа з місячною кабіною і міг виявитися динамічно нестійкою системою, стабілізація якої могла викликати додаткові серйозні труднощі.
Після відпрацювання на Землі різних варіантів вирішили розвернути корабель на 45 градусів відносно напрямку руху корабля, а потім з допомогою двигунів системи орієнтації місячного модуля дати імпульс по осі корабля так, щоб він почав рухатися вперед відсіком двигуна. Після цього необхідно було здійснити підривання піротехнічних пристроїв і за допомогою системи орієнтації корабля надати йому імпульс в протилежному напрямку. Корабель і відсік двигуна в результаті розійдуться у різні боки. Незважаючи на складність процедури, о 13:14:48 відсік двигуна успішно відокремлено від корабля.
О 13:28 після відведення відсіку астронавти одержали можливість роздивитися його та сфотографувати. Вибухом було вирвано панель корпусу довжиною близько 4 м і шириною 1,5 м, пошкоджене сопло маршового двигуна. Службовий відсік було повністю виведено з ладу вибухом. Житловий відсік корабля не постраждав.

### Відокремлення місячної кабіни
Наступна операція — відокремлення місячної кабіни від відсіку екіпажу. Ця процедура була нештатною. Але виконали її успішно за схемою, аналогічною відокремленню відсіку двигуна о 16:43. На цей момент в кабіні залишалося 20 кг води і 15 кг кисню. На період посадки кілька країн, зокрема СРСР, Велика Британія та Франція, оголосили радіомовчання на робочих частотах екіпажу.

### Приводнення
17 квітня о 17:53:45 відсік екіпажу «Аполлона-13» увійшов до атмосфери, а о 18:07:41 успішно приводнився за 7,5 км від авіаносця «Іводжіма». Усі члени екіпажу почувалися нормально, їх відправили літаком до Гонолулу на Гавайські острови. Астронавтів і наземні служби Г'юстона за виявлені мужність та виключно високопрофесійну роботу нагородили найвищою цивільною нагородою США — «Медаллю свободи».

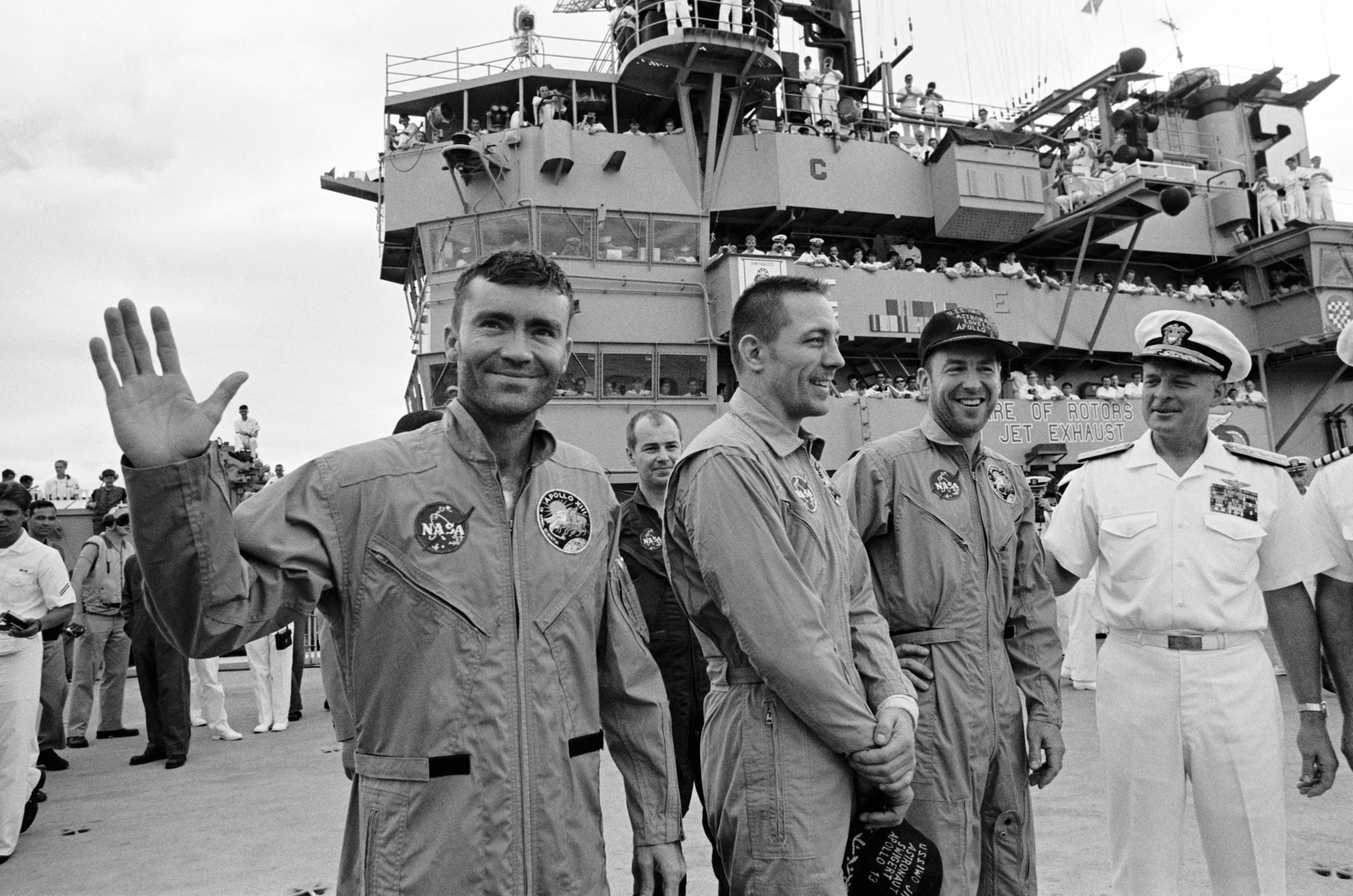
Команда «Аполлона-13» на палубі авіаносця Іводжіма після приводнення
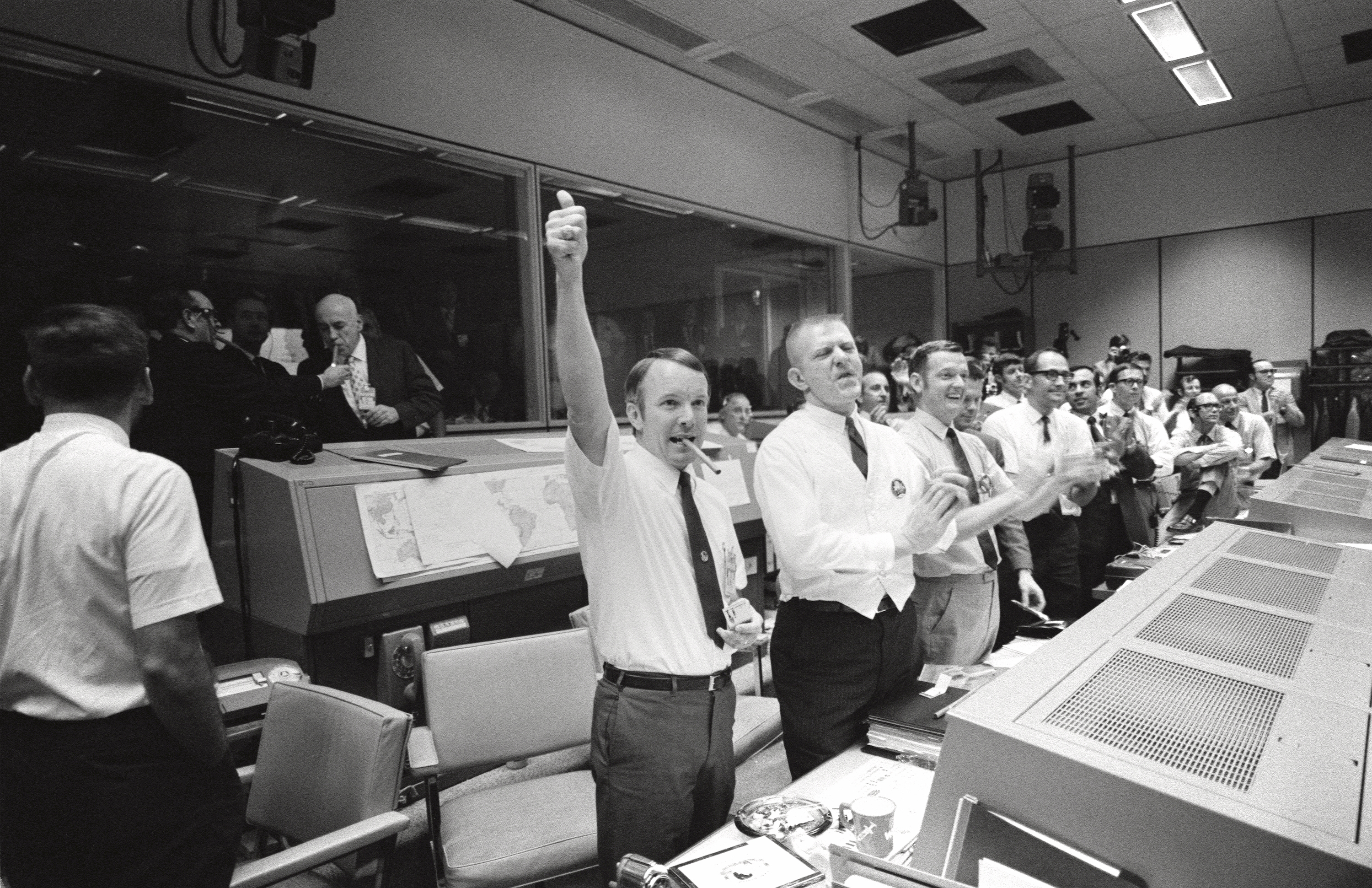
Радість в центрі керування польотами
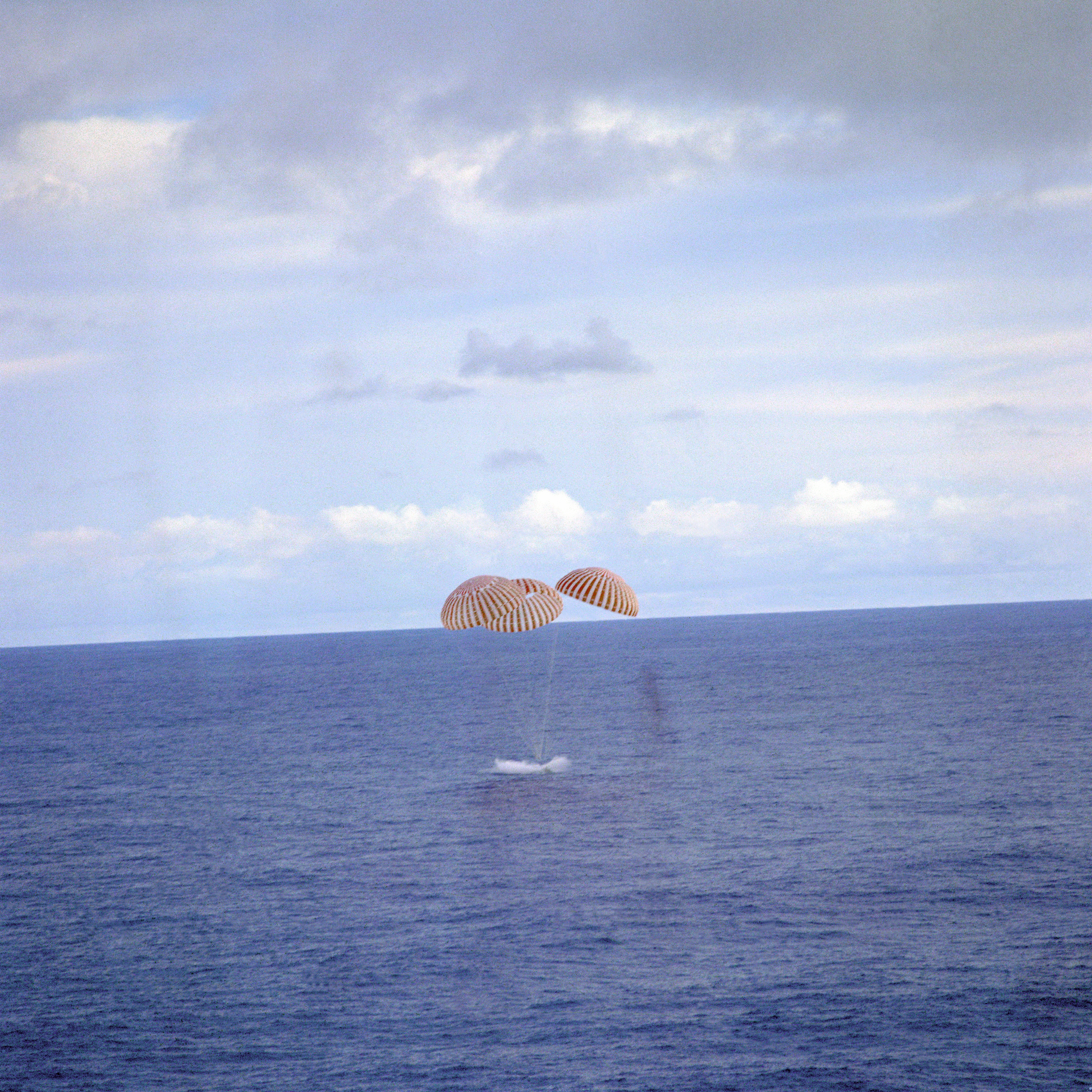
Успішне приводнення
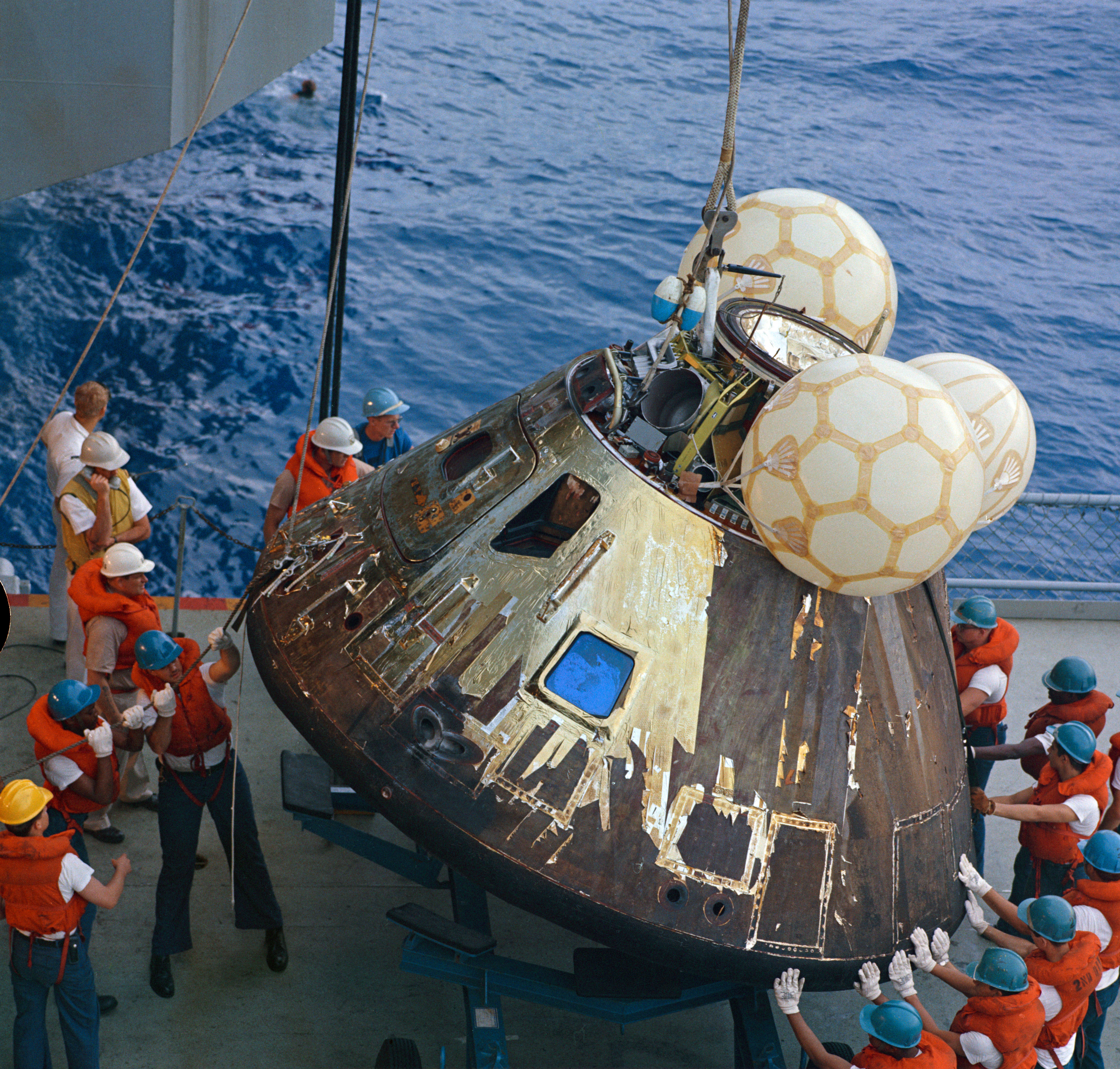
Командний модуль, піднятий на палубу авіаносця

## Окремі результати польоту
Політ «Аполлона-13» продемонстрував труднощі і небезпеки космічної експедиції і цим збільшив значення кораблів «Аполлон-11» і «Аполлон-12».
Успішне завершення польоту «Аполлона-13» розцінили як непересічний успіх, який продемонстрував адаптаційні можливості кораблів «Аполлон», ефективність наземних служб у аварійній ситуації, високу кваліфікацію екіпажу і центру керування польотом. У зв'язку з необхідністю модифікації кораблів «Аполлон» старт корабля «Аполлон-14» було відкладено на 5 місяців.
Для убезпечення астронавтів від захворювань було вирішено зробити жорсткішими умови часткового карантину для астронавтів перед польотом.

### Результати розслідування аварії
За висновками спеціальної комісії, яка розслідувала аварію, до неї призвела така послідовність подій:
1962 головною для командного модуля кораблів серії «Аполлон» фірмою North American Aviation (пізніше — North American Rockwell) при зміні технічного завдання на виготовлення кисневих бачків для відсіку двигуна, виданого субпідрядникові (фірмі Beech Aircraft), не передбачили модифікації термостатів, спершу розрахованих на напругу 28 вольтів, під стандартну для наземного обладнання стартового комплексу напругу 65 вольтів. Цієї невідповідности не помітили фахівці обох фірм і НАСА.
У жовтні 1968 кисневий бачок номер 2 для рушійного відсіку корабля «Аполлон-13» на заводі фірми North American Rockwell упав з невеликої висоти (приблизно 5 см). Тоді, імовірно, було пошкоджено продувний штуцер. Цього факту не довели до відома осіб, відповідальних за передстартову підготовку корабля.
27 березня 1970 року, за два тижні до старту, під час репетиції запуску, в бачки було залито рідкий кисень. Після випробувань рідкий кисень було витіснено з бачків стиснутим повітрям, яке подавалося через продувний штуцер. З бачка номер 2 внаслідок пошкодження витіснити кисень не вдалося. Вирішили увімкнути нагрівачі в бачку — щоб газифікувати кисень, а газ стравити з бачка. До нагрівників підвели струм напругою 65 вольтів. Після досягнення певної температури при роз'єднанні контактів між ними виникла електрична дуга, яка викликала зварювання контактів, замкнувши їх. Термостати припинили виконувати свою роль, і температура в бачку (про що оператори не підозрювали) досягла величини, при якій ізоляція відшарувалася з дротів, що вели до вентиляторів, які перемішували кисень у бачку.
На третю добу польоту корабля «Аполлон-13» при увімкненні вентиляторів відбулося коротке замикання оголених дротів, від іскри в кисневій атмосфері загорілася тефлонова ізоляція бачка. Полум'я по ізоляції досягло головної частини бачка, де в нього входить жмут дротів. Зайнялась ізоляція цих дротів, у результаті цього було пропалено отвір, куди почав під високим тиском витікати рідкий кисень. Газ зірвав панель відділення 4 відсіку двигуна і пошкодив кисневий бачок номер один.
Витрати на модифікацію корабля «Аполлон-14» задля запобігання подібної аварії становили близько 15 млн доларів США.

## «Г'юстоне, у нас проблема…»
«Г'юстоне, у нас проблема» (англ. Houston we have a problem) — початкове повідомлення про проблему, яка загрожувала життю астронавтів місії «Аполлона-13», нині повідомлення про помилку (несправність) з гумористичним відтінком.
Майже цю фразу використали для передачі на землю повідомлення про несправність.
|  | Свайгерт: Гаразд, Г'юстоне, у нас тут проблема Дюк: Це Г'юстон. Повторіть, будь ласка. Ловелл: Г'юстоне, маємо проблему. Перевантаження в головній шині Бі. |

[
Swigert: Okay, Houston, we've had a problem here.

Duke: This is Houston. Say again please.

Lovell: Houston, we've had a problem. We've had a main B bus undervolt.
Фразу використали пізніше як слоган фільму «Apollo 13». Ця фраза фільму найбільше запам'яталася глядачам, попри те, що її трохи змінили.
|  | Е-е-е, це Г'юстон. Е-е-е, повторіть, будь ласка? Г'юстоне, у нас проблема. Перевантаження у головній шині Бі. |

[
Uh, this is Houston. Uh, say again, please?

Houston, we have a problem. We have a main bus B undervolt.

Фраза згодом неодноразово зустрічалася в пресі та на телебаченні, посіла 50-те місце за популярністю фраз з американських кінофільмів.